# XIII. Zimske olimpijske igre – Lake Placid 1980.
XIII. Zimske olimpijske igre su održane 1980. godine u Lake Placidu, u SAD. Međunarodni olimpijski odbor je te godine razmatrao dvije molbe za domaćina Igara, ali je drugi kandidat, Vancouver, povukao svoju kandidaturu neposredno prije konačnog glasovanja. Bio je to drugi put da je Lake Placid bio domaćin ZOI nakon Zimskih olimpijskih igara 1932.
Igre su zapamćene po povratku Kine u olimpijsku obitelj. Naime, Kinezi su dugo godina bojkotirali Igre zbog toga što je MOO dozvoljavao samostalne nastupe Tajvanu, odnosno Kineskom Tajpehu. Na ovim Igrama Kina nije osvojila niti jednu medalju, ali od tada počinje uspon do statusa športske velesile kojeg je Kina dosegnula nekoliko desetljeća kasnije.
Igre su donijele i jednu tehnološku novinu: po prvi puta je za natjecanja skijaša korišten umjetni snijeg.
U natjecateljskom programu su se istaknuli sljedeći pojedinci i momčadi:
- Ingemar Stenmark iz Švedske je dominirao tehničkim disciplinama alpskog skijanja: osvojio je zlata i u slalomu i u veleslalomu. Hanni Wenzel iz Lihtenštajna je ponovila njegov doseg od dva zlata u alpskom skijanju (slalom, veleslalom) u ženskoj konkurenciji. Time je njena država postala najmanja država koja je osvojila olimpijsko zlato.
- Ulrich Wehling, nordijski kombinatorac iz DR Njemačke i Irina Rodnina, klizačica iz SSSR-a, su pobijedili u svojim disciplinama na trećim Zimskim igrama za redom.
- Biatlonac Aleksandr Tihonov (SSSR) je osvojio četvrtu zlatnu medalju na četvrtim ZOI za redom. Tikhonov je sve zlatne medalje osvojio u štafetama, dakle niti jednu pojedinačno.
- Nikolay Zimyatov (SSSR) je osvojio tri zlatne medalje u skijaškom trčanju.
- Eric Heiden (SAD) je osvojio svih 5 zlatnih medalja u brzom klizanju (500m, 1000m, 1500m, 5000m i 10.000m) postavivši pri tome 4 olimpijska i jedan svjetski rekord. Taj je pothvat do danas ostao nenadmašan u tom športu.
- Najveće iznenađenje bio je nastup hokejaškog tima SAD-a, koji je iznenadio favorizirane momčadi SSSR-a u polufinalu i Finske u finalu. O tom događaju je 2004. godne snimljen film Miracle on Ice (u hrvatskom prijevodu Čudo na ledu). U američkom je sastavu igrao igrač hrvatskog podrijetla Mark Pavelich.

## Popis športova
| - alpsko skijanje - biatlon - bob - brzo klizanje - hokej na ledu - sanjkanje |  | - nordijsko skijanje: - skijaško trčanje - nordijska kombinacija - skijaški skokovi - umjetničko klizanje |

## Športska borilišta i prateći objekti
- Intervales Ski-Hill – nordijska kombinacija (skijaški skokovi), skijaški skokovi
- Lake Placid Equestrian Stadium – ceremonija otvaranja
- Lake Placid Olympic Sports Complex Cross Country Biathlon Center – biatlon, skijaško trčanje, nordijska kombinacija (skijaško trčanje)
- Mt. Van Hoevenberg Olympic Bobsled Run – bob, sanjkanje
- Herb Brooks Arena – umjetničko klizanje, hokej na ledu, ceremonija zatvaranja
- James B. Sheffield Olympic Skating Rink – brzo klizanje
- Whiteface Mountain – alpsko skijanje

## Popis podjele medalja
(medalje domaćina posebno istaknute)
| Zimske olimpijske igre Lake Placid 1980. | Zimske olimpijske igre Lake Placid 1980. | Zimske olimpijske igre Lake Placid 1980. | Zimske olimpijske igre Lake Placid 1980. | Zimske olimpijske igre Lake Placid 1980. | Zimske olimpijske igre Lake Placid 1980. |
| ---------------------------------------- | ---------------------------------------- | ---------------------------------------- | ---------------------------------------- | ---------------------------------------- | ---------------------------------------- |
| Plasman                                  | Država                                   | Zlato                                    | Srebro                                   | Bronca                                   | Ukupno                                   |
| 1                                        | SSSR                                     | 10                                       | 6                                        | 6                                        | 22                                       |
| 2                                        | Istočna Njemačka                         | 9                                        | 7                                        | 7                                        | 23                                       |
| 3                                        | SAD                                      | 6                                        | 4                                        | 2                                        | 12                                       |
| 4                                        | Austrija                                 | 3                                        | 2                                        | 2                                        | 7                                        |
| 5                                        | Švedska                                  | 3                                        | 0                                        | 1                                        | 4                                        |
| 6                                        | Lihtenštajn                              | 2                                        | 2                                        | 0                                        | 4                                        |
| 7                                        | Finska                                   | 1                                        | 5                                        | 3                                        | 9                                        |
| 8                                        | Norveška                                 | 1                                        | 3                                        | 6                                        | 10                                       |
| 9                                        | Nizozemska                               | 1                                        | 2                                        | 1                                        | 4                                        |
| 10                                       | Švicarska                                | 1                                        | 1                                        | 3                                        | 5                                        |
| 11                                       | Velika Britanija                         | 1                                        | 0                                        | 0                                        | 1                                        |
| 12                                       | Zapadna Njemačka                         | 0                                        | 2                                        | 3                                        | 5                                        |
| 13                                       | Italija                                  | 0                                        | 2                                        | 0                                        | 2                                        |
| 14                                       | Kanada                                   | 0                                        | 1                                        | 1                                        | 2                                        |
| 15                                       | Mađarska                                 | 0                                        | 1                                        | 0                                        | 1                                        |
| 15                                       | Japan                                    | 0                                        | 1                                        | 0                                        | 1                                        |
| 17                                       | Bugarska                                 | 0                                        | 0                                        | 1                                        | 1                                        |
| 17                                       | Čehoslovačka                             | 0                                        | 0                                        | 1                                        | 1                                        |
| 17                                       | Francuska                                | 0                                        | 0                                        | 1                                        | 1                                        |
| Ukupno                                   | Ukupno                                   | 38                                       | 39                                       | 38                                       | 115                                      |